# 大韓帝國國徽
大韓帝国国章（：／），即李花紋（：／）是大韓帝国所使用的国徽。该徽样原为朝鮮王朝的王室所使用的紋章之一，于大韓帝国成立之后作为其代表紋章而使用。紋章以李花为主要图案（象征“李”家）。

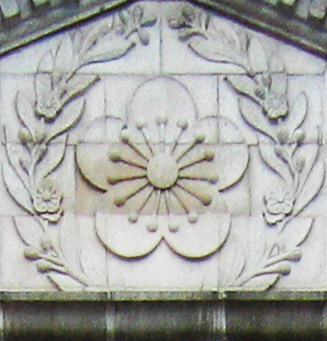
韩国德寿宮建筑上的李花纹
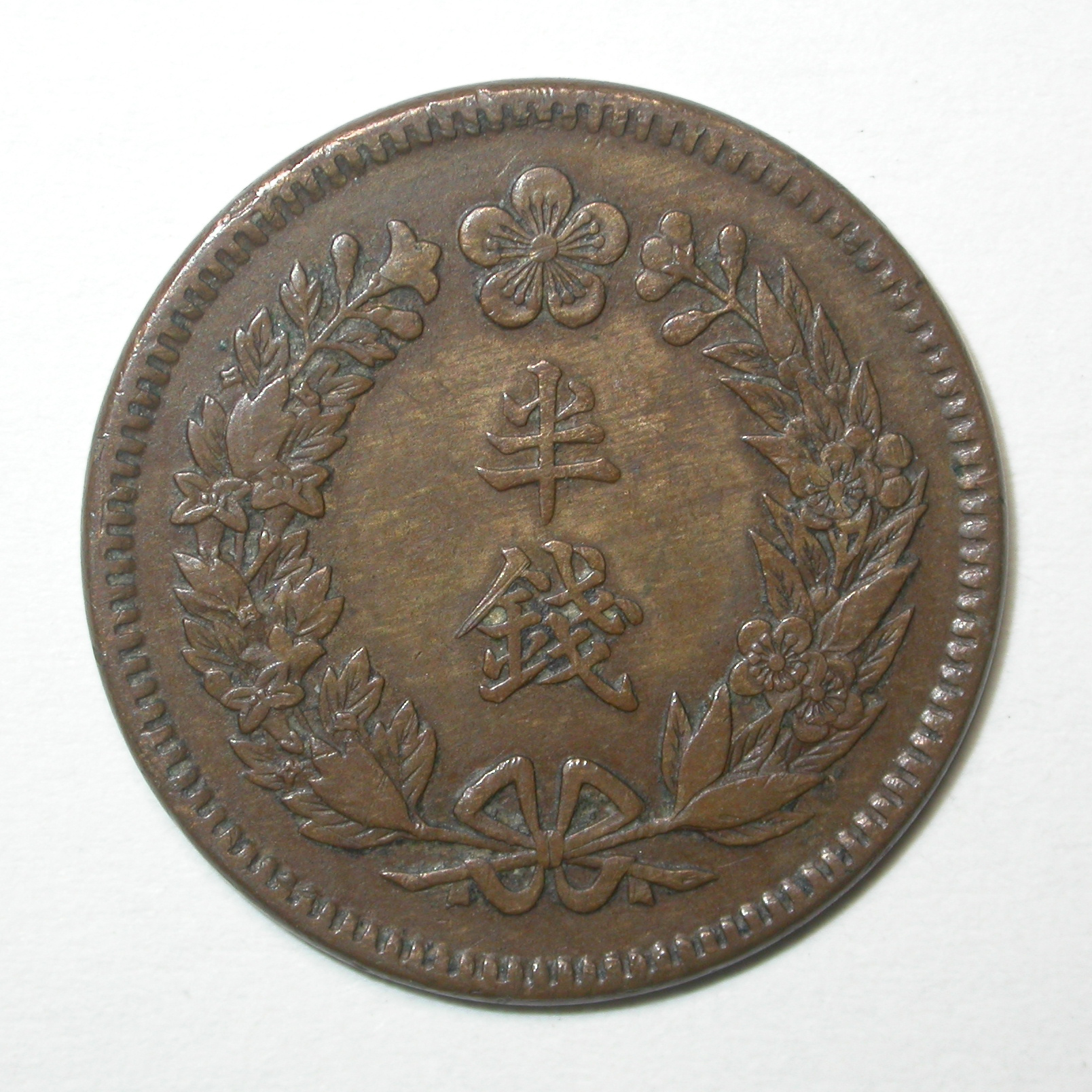
大韩帝国的半钱铜币，上方为李花纹图样。

## 圖案
由於大韓帝國會在不同地方使用不同形式的國家徽章，以下為有紀錄的各種國徽。

大韓帝國徽章
大韓帝國徽章（2）
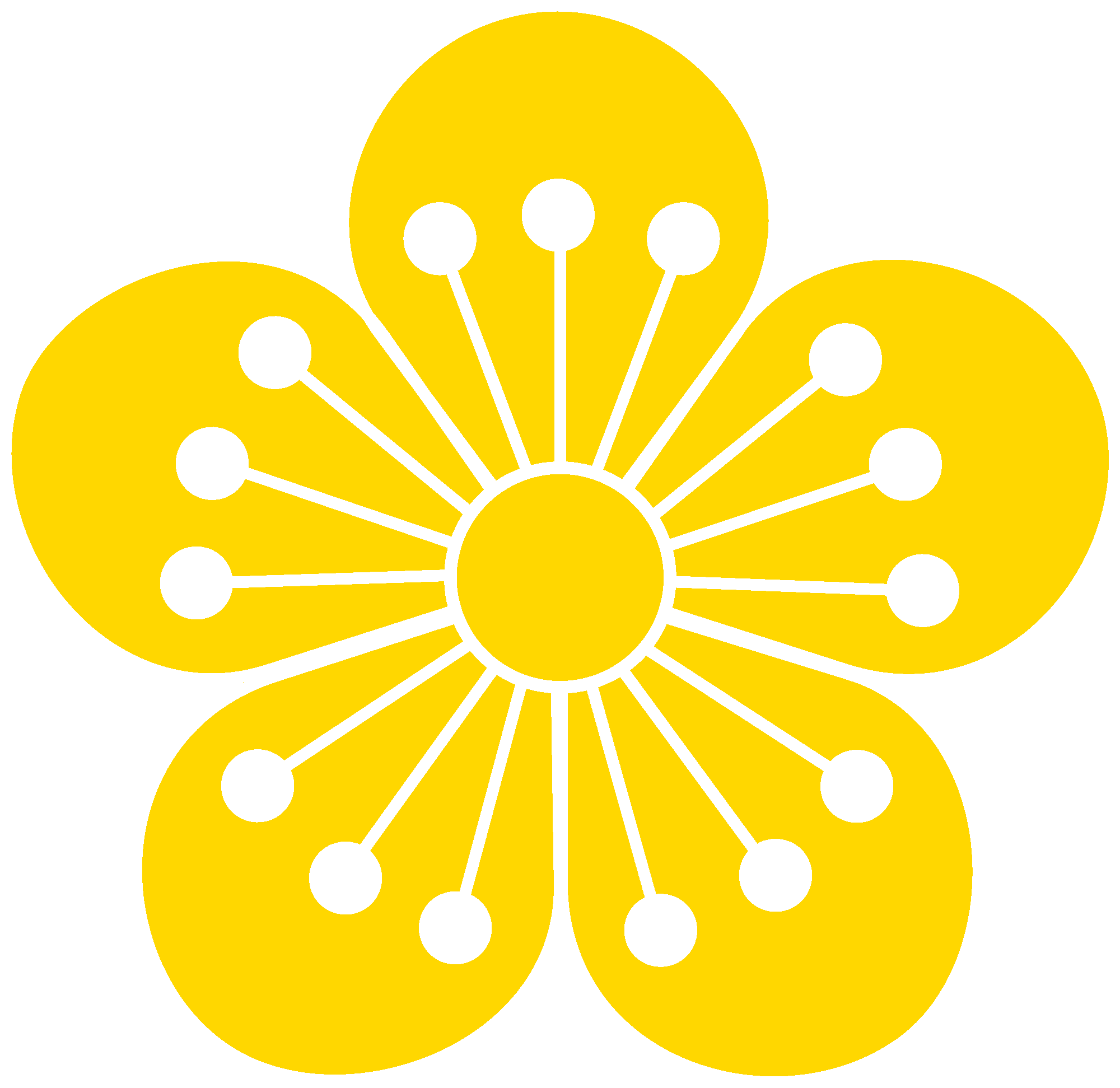
大韓帝國徽章（3）
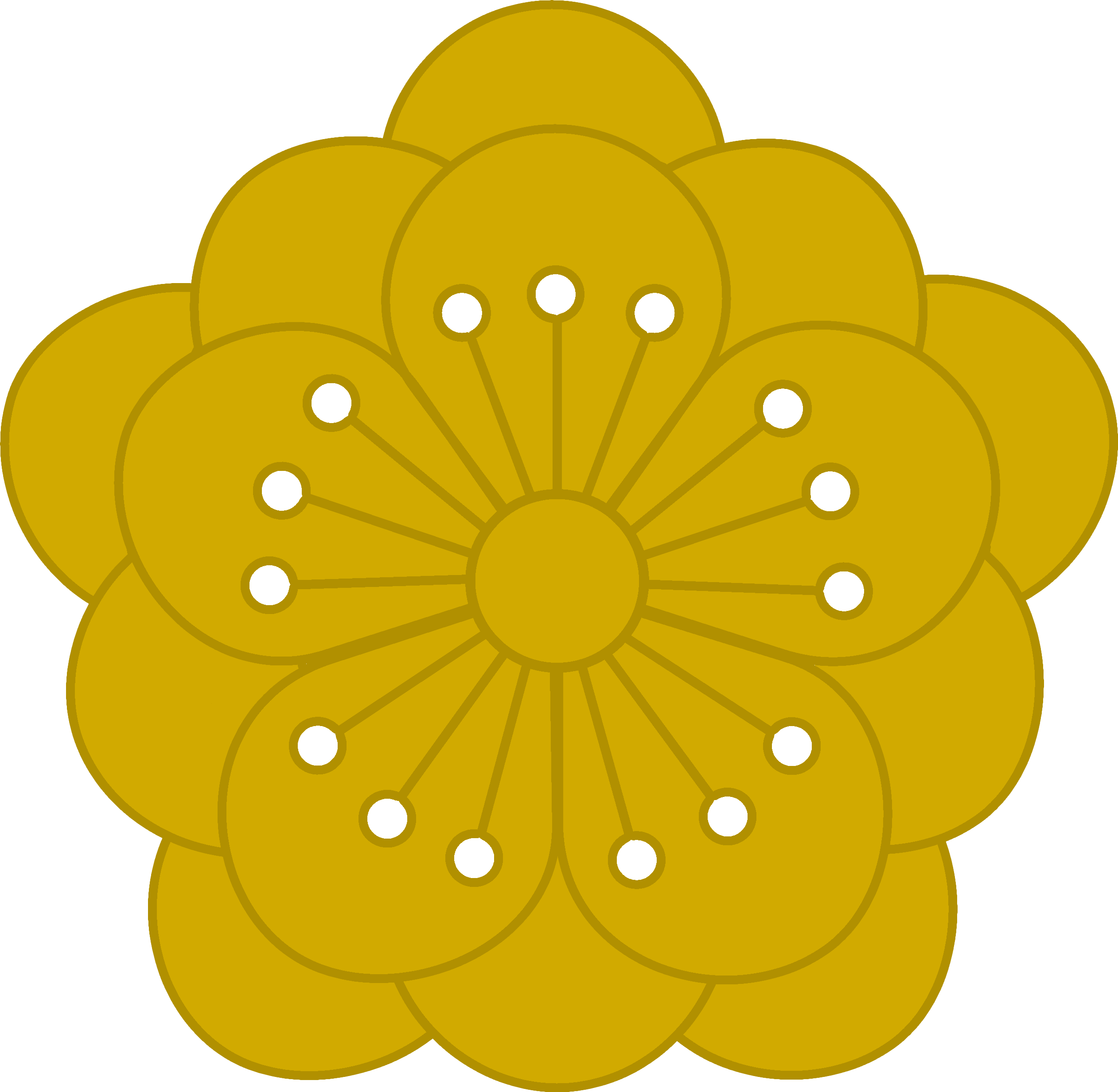
大韓帝國皇帝徽章
於大韓帝國護照中使用的大韓帝國國章
於郵票中所使用的大韓帝國鷹徽
大韓帝國盾徽（1900年）
大韓帝國國璽